# Cinematografia în Republica Moldova

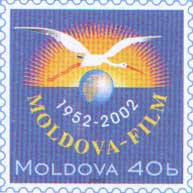
Moldova-Film, 1952 - prezent

Cinematografia din Republica Moldova s-a dezvoltat la începutul anilor 1960 în timpul perioadei sovietice și cunoaște o dezvoltare de aproape un deceniu și jumătate. Ca în toată Europa de Est, a urmat o perioadă de stagnare după ce RSS Moldovenească a devenit independentă în 1991, iar industria a dispărut aproape complet.La 26 aprilie 1952 Ministerul URSS al Cinematografiei a inițiat Studioul de Film Documentar de la Chișinău. Pe parcursul primului an au apărut două documentare: Codrii și Industria moldovenească. Directorii de imagine au fost aduși de la Moscova și Odesa pentru că în acel moment nu existau lucrători naționali în domeniul cinematografiei. Între 1952 și 1957, șase documentare au fost realizate. La 24 ianuarie 1957, Consiliul de Miniștri al RSSM a luat decizia de a redenumi Studioul de Film Documentar de la Chișinău în Studioul de Filme de Ficțiune si Cronici Documentare de la Chișină sau Moldova-Film. 